# RVNS Kỳ Hòa (HQ-09)
Hộ tống hạm RVNS Kỳ Hòa (HQ-09) thuộc biên chế của Hải quân Việt Nam Cộng Hòa. Tàu được Hải quân Hoa Kỳ chuyển giao năm 1962. Khi Sự kiện 30 tháng 4 năm 1975 xảy ra, HQ-09 là một trường hợp hiếm hoi không thoát sang Philippines do hư hỏng nặng và trở về Sài Gòn, thủy thủ đoàn tự giải tán.

## Phục vụ trong Hải quân Hoa Kỳ
Ngày 28 tháng 8 năm 1944, dưới quyền chỉ huy của Hải Quân Thiếu tá Thomas R. Fonick, USS Sentry vượt ngang dưới cầu Golden Gate tại thành phố San Francisco, tiểu bang California, và tiến về quần đảo Philippines để tham dự những ngày tháng cuối cùng của Chiến tranh thế giới thứ hai.
Ngày 19 tháng 6 năm 1946, USS Sentry trở về Hoa Kỳ với 9 Tuyên Dương Công Trạng. Những năm tiếp theo đó, chiến hạm được đặt vào thành phần trừ bị tại hải cảng Orange, tiểu bang Texas.
Ngày 1 tháng 2 năm 1962, USS Sentry bị mất tên trong danh sách chiến hạm Hải Quân Hoa Kỳ khi được đưa vào Hải Quân Công Xưởng Philadelphia, tiểu bang Pennsylvania để tái võ trang.

## Chuyển giao cho Hải quân Việt Nam Cộng Hòa
Ngày 31 tháng 8 năm 1962, chiến hạm này được chuyển giao cho chính phủ Việt Nam Cộng Hòa với tên mới là HQ Hộ Tống Hạm Kỳ Hòa (PCE 09) trong một buổi lễ cử hành thật trọng thể tại Hải Quân Công Xưởng Philadelphia.
Ngày 29 tháng 10 năm 1962, sau khi huấn luyện thuần thục nhân viên, Hộ Tống Hạm Kỳ Hòa khởi hành về Sài Gòn.
Ngày 11 tháng 11 năm 1962, từ Đại Tây Dương chiến hạm vượt kênh đào Panama để sang Thái Bình Dương.
Ngày 17 tháng 1 năm 1963, Hộ Tống Hạm Kỳ Hòa chính thức gia nhập Quân Lực Việt Nam Cộng Hòa. Mẹ đỡ đầu là Bà Trung tướng Nguyễn Ngọc Lễ.
Từ năm 1974 đến 1975, HQ 09 có hai nhiệm-vụ chính: Tuần tiễu vùng Trường Sa và yểm trợ các giàn khoan dầu của Hoa Kỳ ngoài khơi từ Vũng Tàu đến Côn Ðảo. Mổi chuyến công tác kéo dài 3 tháng nên việc nghỉ bến để tiếp tế lương thực, dầu và nước là Vũng Tàu, đôi lúc cũng ghé Côn Sơn để nghỉ ngơi và tiếp tế.

## Sự kiện 30 tháng 4 năm 1975
Ðến năm 1975 khi các tỉnh ở Tây Nguyên bị Quân đội nhân dân Việt Nam chiếm được. Ðầu tháng 2 thì Huế và Quảng Trị bắt đầu rối loạn, Sư đoàn 1 đóng tại Huế đang được di tản vào Đà Nẵng. Vào thời điểm này HQ-09 được lệnh chuẩn bị ra công tác khẩn cho Vùng 1 Duyên Hải. Ðây được coi như là chuyến công tác cuối cùng của HQ-09.
Sáng ngày 26 tháng 03 năm 1975 chiến-hạm khởi-hành ra Vùng 1 Duyên Hải. 6 giờ sáng, ngày 28 tháng 03 năm 1975 chiến hạm tới cưả Sơn Trà để chờ lệnh.
Các tin tức nhận được từ Bộ Tư lệnh Vùng 1 Duyên Hải và do dân chúng toả ra bằng ghe cặp vào chiến hạm lúc sáng nay như sau: Tối hôm qua Quân đội nhân dân Việt Nam pháo kích vào Bộ Tư lệnh Vùng 1 Duyên Hải bằng pháo 122 mm và 130 mm, làm hư hại chiếc trực thăng của Tư lệnh Vùng 1 Duyên Hải, Phó Đề đốc Hồ Văn Kỳ Thoại. Toàn thành phố bị Thiết quân luật 24/24 giờ. Lính của các Binh chủng di chuyển về Đà Nẵng quá đông, không nơi ăn chốn ở, gia đình ly tán. Các đơn vị cơ giới hạng nặng cùng các xe tăng, thiết giáp của Quân lực Việt Nam Cộng Hòa đã đậu dài từ cầu Trịnh Minh Thế cho đến bờ biển Tiên Sa. Với tình hình đó HQ-09 được lệnh không vào Đà Nẵng mà cũng không cập cầu Tiên Sa. Chiến hạm chạy lòng vòng ngoài cửa Đà Nẵng để chờ lệnh.
12 giờ trưa, ngày 28 tháng 03 năm 1975, chiến-hạm nhận lệnh xuôi về Quy Nhơn để đón Sư đoàn 23 Bộ binh di tản. Trên đường đi, chiến-hạm cũng đã vớt nhiều thường dân từ Quảng Ngãi, Cù Lao Chàm và Cù Lao Ré. Phần đông họ đi trên các ghe thúng hoặc ghe nhỏ.
8 giờ sáng, ngày 29 tháng 03 năm 1975, đến Quy Nhơn, lúc bấy giờ đã thấy hiện diện nhiều chiến hạm gồm LSM, LST, WHEC, DER và rất nhiều tiểu đỉnh của Vùng 2 Duyên Hải đang di tản, một số quân nhân của Sư đoàn 23 Bộ binh từ bờ ra biển. Bãi biển Quy Nhơn với bãi cát vàng và cây dừa xanh tươi, nay nhìn vào chỉ thấy lửa và khói.
12 giờ trưa, ngày 29 tháng 03 năm 1975, chiến hạm được lệnh tác xạ để phá hủy 3 bồn dầu ở ngã ba Quốc lộ 1 và đường vào thị xã. Cùng vài chiến hạm bạn, sau gần nửa giờ tác xạ, 3 bồn dầu đã bị phá huỷ, khói đen cao ngất che phủ một góc trời.
4 giờ chiều, ngày 29 tháng 03 năm 1975, chiến hạm được lệnh về Nha Trang. Ðến 4 giờ sáng ngày hôm sau thì tàu đến Hòn Pyramid, nằm ngoài khơi Nha Trang. Tàu tiếp tục xuống Hòn Yến rồi Hòn Dung để chờ sáng sẽ vào Nha Trang bằng ngõ Cầu Ðá. Trời sáng dần, chiến hạm bắt đầu nhiệm sở tác chiến, chạy dọc bờ biển dài 6 km tuần tra.
Ngày hôm sau chiến-hạm được lệnh tuần tiễu ngoài khơi vùng biển Nha Trang. Chỉ thị của Phó Ðề đốc Hoàng Cơ Minh Tư lệnh Vùng 2 Duyên Hải kiêm Tư lệnh tiền phương sau khi mất Đà Nẵng là: Tuần tiễu và chận bắt các tàu lạ xâm phạm hải phận Vùng 2 từ Nha Trang đến Cam Ranh. Vào lúc này, các tàu lạ mang quốc tịch Trung Quốc và Liên Xô di chuyển về phía Nam rất đông. Tàu được lệnh không ngăn chặn mà chỉ theo dõi và báo cáo tình hình. Số lượng tàu ngoại quốc đi sát bờ biển Việt Nam càng lúc càng đông, đến nổi không thể nào kiểm soát hết.
Ngày 2 tháng 04 năm 1975, chiến hạm được lệnh tiến đến một làng nhỏ cách Cầu Ðá, Nha Trang khoảng 1 km để phá huỷ hai bồn dầu của kho xăng nằm dưới chân núi. Nhưng mục tiêu không thể tác xạ được vì người dân đang di tản đi qua đó rất đông.
Ngày 5 tháng 04 năm 1975, chiến-hạm khởi hành về Cam Ranh mang theo gần 500 người dân và binh sĩ. Số người quá đông nên vấn đề ăn uống và vệ sinh bắt đầu khó khăn. Chiến hạm cặp cầu Cam Ranh lúc 12 giờ trưa. Một số đông dân thường rời tàu để tìm phương tiện khác vào Sài Gòn. Bộ Tư lệnh Vùng 2 Duyên Hải đã di tản nên không thể liên lạc được.
Ngày 8 tháng 04 năm 1975, sau 14 ngày chiến hạm liên tục hoạt động. Hai máy chính bắt đầu quá nóng nên chiến hạm cho chạy một máy, máy kia nghỉ. Nước ngọt và dầu cặn đã bắt đầu cạn mà không có nơi tiếp tế. Một ngày sau Bộ Tư lệnh cho chiến hạm về Phan Thiết để tuần tiễu từ Mũi Kê Gà đến Vũng Tàu. Tại đây chiến hạm sẽ nhận tiếp tế dầu, nước từ các chiến-hạm bạn đang cùng công tác trong vùng. Khi nhận được tiếp tế đầy đủ, chiến hạm lại tiếp tục chở dân thường và quân nhân từ Phan Thiết về Vũng Tàu. Ngày 16 tháng 4 năm 1975 mới được lệnh về Sài Gòn để sửa chữa.
Ngày 17 tháng 04 năm 1975, chiến-hạm về đến Sài Gòn với 1 máy chính tả. Cập cầu Hải quân công xưởng, cho dân thường lên bờ.
11 giờ sáng, ngày 30 tháng 04 năm 1975, tổng thống Dương Văn Minh tuyên bố đầu hàng. Thủy thủ đoàn HQ-09 rời bỏ tàu, giải tán về nhà.